# آدل فرولانی
آدل فرولانی (انگلیسی: Adele Frollani؛ زادهٔ ۴ اوت ۱۹۷۴) بازیکن فوتبال اهل ایتالیا است.

وی همچنین در تیم ملی فوتبال زنان ایتالیا بازی کرده‌است.